# Musée international de la Réforme
Pour les articles homonymes, voir MIR.
Le Musée international de la Réforme (MIR) est un musée suisse situé au cœur de la vieille-ville de Genève.
Il met en scène l'histoire de la Réforme protestante, née de la protestation de Martin Luther en 1517 et reprise par Jean Calvin à Genève en 1536, un mouvement religieux encore fortement représenté aux quatre coins du monde au 21e siècle. Neuf salles constituant l'exposition permanente, et cinq autres dévolues aux expositions temporaires sont réparties au rez-de-chaussée et au sous-sol de la Maison Mallet. Cette maison patricienne construite en 1723 par le banquier français Gédéon Mallet, descendant d'une famille de réfugiés huguenots établis à Genève aux lendemains du massacre de la Saint-Barthelémy, se trouve à l'emplacement de l'ancien cloître des chanoines de la cathédrale Saint-Pierre de Genève, là où les Genevois adoptèrent la Réforme le 21 mai 1536.
S'appuyant sur de nombreux documents d'archives et une riche iconographie, le musée livre une chronique détaillée de l'aventure de la Réforme, de ses origines à nos jours. L'essentiel des collections est constitué de manuscrits, de gravures, de portraits et de caricatures, de bibles et de livres anciens.
Ouvert le 15 avril 2005, le MIR a reçu en avril 2007 le prix du musée du Conseil de l'Europe. Revendiquant une fréquentation annuelle de plus de 25 000 visiteurs, il constitue également un espace de parole libre pour comprendre la question du religieux de nos jours, sous un angle culturel. Il a entre autres vocations de stimuler le dialogue entre différentes confessions ou traditions religieuses par l'organisation d'expositions temporaires ou de conférences.
Fermé en août 2021 pour 21 mois de travaux de rénovation et transformation, le Musée est à nouveau ouvert depuis le 27 avril 2023.

## Historique

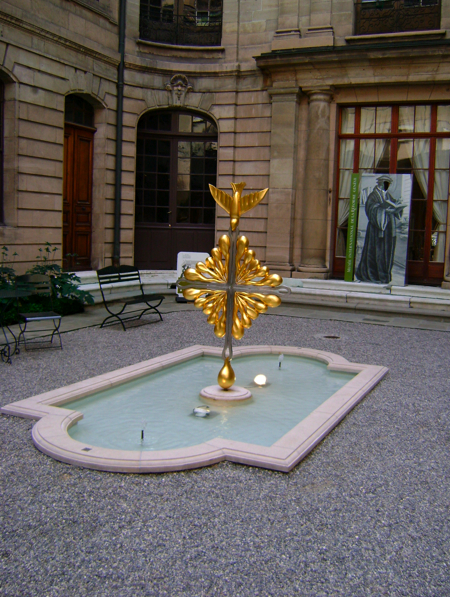
L'ancienne entrée du musée par la cour intérieure de la Maison Mallet, jusqu'en août 2021. La croix de Pentecôte installée au milieu du bassin est l’œuvre du joaillier genevois Gilbert Albert.

Le MIR, dont le concept avait été initié par le pasteur genevois Max Dominicé au début des années 1960, se concrétise sous l'impulsion d'Olivier Fatio, responsable du projet.

### Prix du musée 2007 du Conseil de l'Europe
En avril 2007, le MIR a reçu le prix du musée du Conseil de l'Europe, une distinction attribuée annuellement depuis 1977 à une institution apportant une « contribution remarquable à la connaissance du patrimoine culturel européen ». Ce prix, qui a pour but d'encourager une meilleure compréhension de la riche diversité de la culture européenne, est décerné par la Commission de la culture, de la science et de l'éducation de l'Assemblée parlementaire du Conseil de l'Europe  sur la base de recommandations formulées par le comité du Forum européen du musée.
Le MIR a été récompensé pour plusieurs publications sur l'histoire de la Réforme ainsi que pour l'usage pertinent qu'il fait d'un lieu hautement symbolique, la Maison Mallet, édifice du XVIIIe siècle. Le prix consiste en la mise à disposition pendant un an d'une statuette en bronze de Joan Miró, La femme aux beaux seins, ainsi que la remise d'un diplôme et d'un chèque de 5 000 euros. La cérémonie de remise du prix s'est déroulée en avril 2007 au palais des Rohan à Strasbourg, lors de la session de printemps de l'APCE.

### Jubilé de Calvin
À l'occasion du 500e anniversaire de la naissance de Jean Calvin (1509-2009), le musée a offert diverses manifestations, seul et en partenariat, sur une période allant de Pâques à la fin octobre 2009. L'événement majeur de ces manifestations était constitué par une exposition temporaire intitulée Une journée dans la vie de Calvin qui permettait aux visiteurs de suivre une journée de Calvin en trois dimensions. Cette exposition a permis de montrer pour la première fois une interprétation virtuelle du monde de la Réforme et des principales occupations de Calvin. Le fait de simuler en 3D le personnage dans ses décors et ses actions a permis, comme dans un documentaire, de mieux comprendre sa vie et ses actions. L'exposition temporaire s'est déroulée dans la cour du musée et dans la salle de la Compagnie des pasteurs du rez-de-chaussée, du 24 avril au 31 octobre 2009.

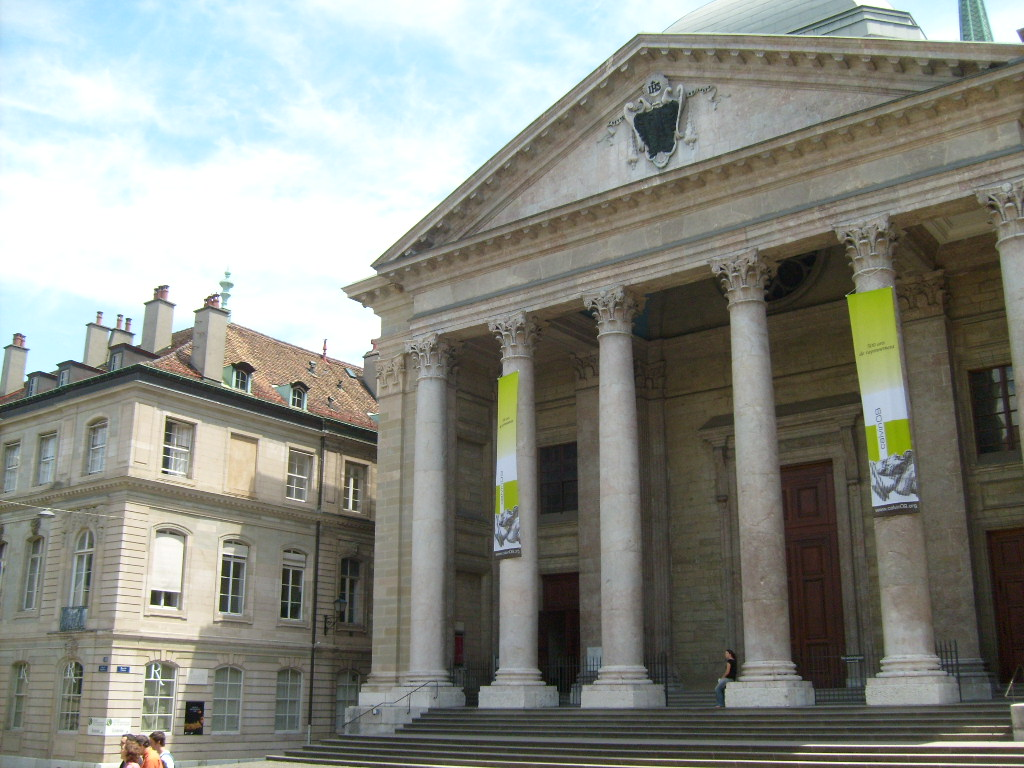
Cathédrale Saint-Pierre aux couleurs du jubilé 2009

À l'aide de huit pavillons (2 m x 2 m), la vie de Calvin était retracée durant une journée, de son réveil à 4 h 00 à son coucher à 21 h 00, en passant par le culte à la cathédrale Saint-Pierre, une séance houleuse au Consistoire ou une entrevue décisive entre Michel Servet et le réformateur. Dans chacun des pavillons, on pouvait entendre la voix de Calvin, de ses amis, de ses adversaires, les bruits de la ville et découvrir, autant que la vie de l'homme, la vie quotidienne de Genève à l'époque. On voyait un Calvin en trois dimensions animé et parlant, entouré des décors familiers de l'époque, et cela grâce aux techniques du laboratoire de la professeure Nadia Thalmann (MIRALab) de l'université de Genève. Quelques gravures, objets et livres du XVIe siècle étaient également exposés.
En plus d'un comité scientifique international, l'équipe de préparation était composée d'Olivier Fatio (commissaire d'exposition), des muséographes Sylvia Krenz et René Schmid (État des lieux), d'Isabelle Graesslé (directrice) et de Françoise Demole et Béatrice Nicollier-de Weck, respectivement présidente et membre du Conseil de fondation du musée. L'ambition de cette exposition était de rassembler des visiteurs de tout âge et de toute provenance pour dénouer le mythe du réel quant au personnage de Calvin, tout en replaçant les faits historiques dans leur époque. Par cette double contextualisation, il s'agissait d'apaiser les liens entre Calvin et Genève et, d'une manière plus large, avec le monde contemporain.

## Muséographie
Le musée retrace l'histoire de la Réforme, non seulement dans ses aspects religieux mais également comme phénomène culturel et social dont on mesure encore les effets. En 2005, l'étude et la réalisation muséographiques ont été confiées au bureau État des lieux de Sylvia Krenz et René Schmid. Quant au contenu scientifique, il est assuré par le professeur Olivier Fatio, fondateur du musée.

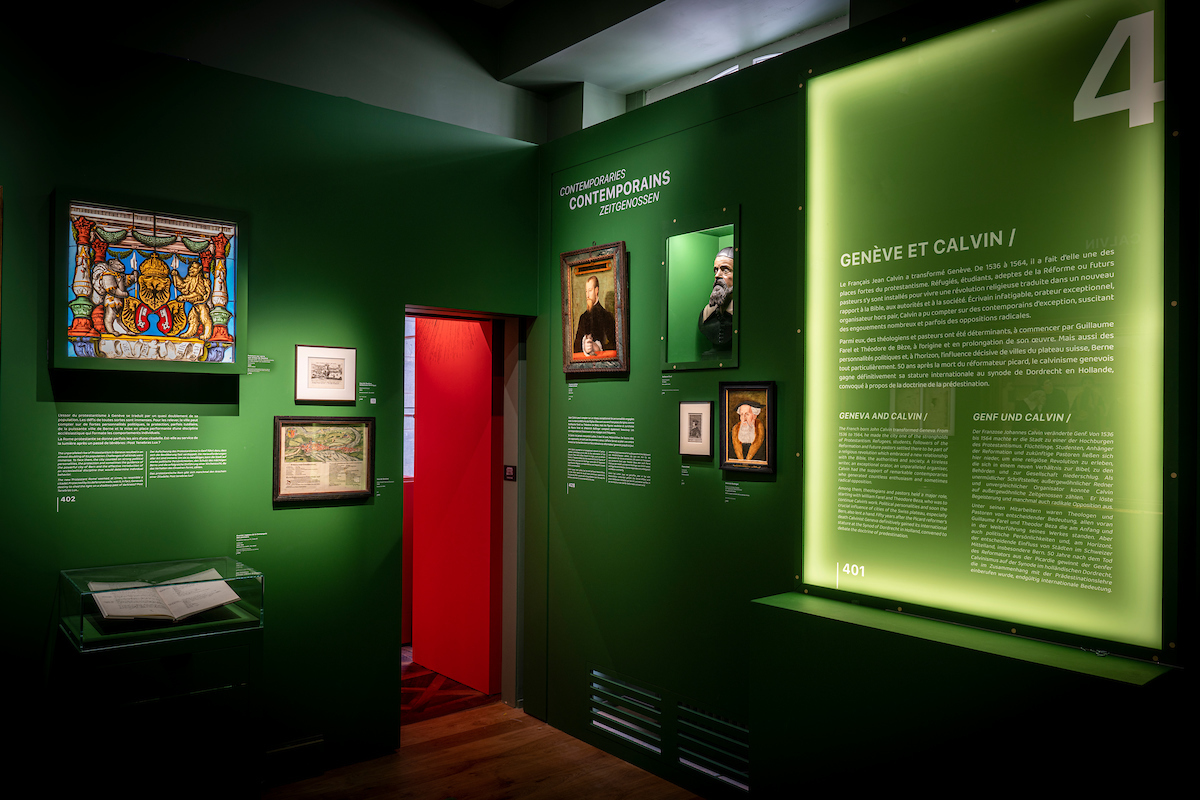
Salle "Calvin et Genève". Nouvelle scénographie (2023).

La transformation du musée, entre août 2021 et avril 2023, est l’œuvre du cabinet d'architectes bâlois Christ et Gantenbein et, pour l'ensemble de la scénographie, du Studio Tovar, composé des français Simon de Tovar et Alain Batifoulier. Le contenu scientifique a été assuré par Gabriel de Montmollin, directeur du musée et son équipe, ainsi que par un comité scientifique.

## Thèmes et collections

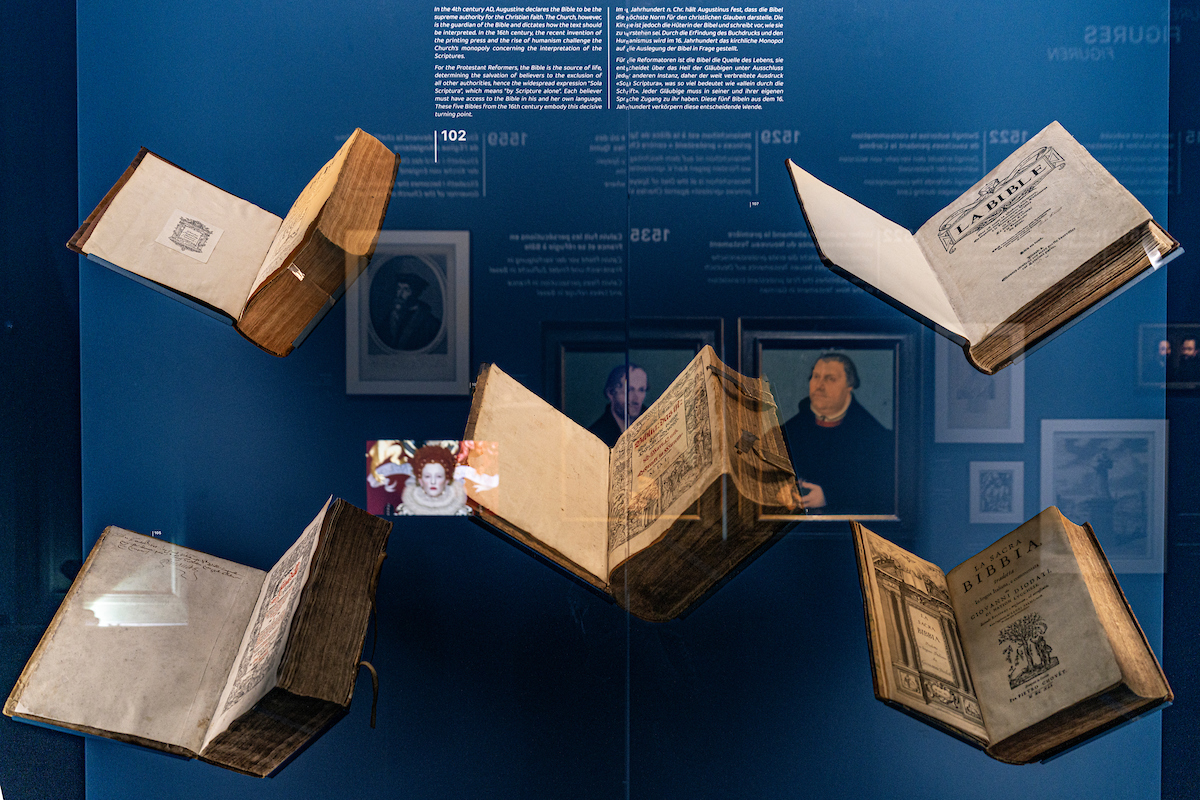
Bibles du. Musée international de la Réforme.

Parmi les thèmes qui sont abordés se trouvent la Bible et les pratiques du protestantisme, la question de l'iconoclasme et du rapport aux images avec notamment plusieurs caricatures catholiques ou protestantes originales, la « Genève de Calvin » et ses autographes et nombreux ouvrages. La peinture historique du XIXe siècle est également exposée avec des tableaux notamment un grand format de "Calvin dans la cour du Collège", par Ferdinand Hodler ou un portrait de Calvin par Albert Anker.

Massacre de la Saint-Barthélemy, par François Dubois, vers 1572-1584. Fac-similé exposé au Musée international de la Réforme, d'après l'original exposé au Musée cantonal des Beaux-Arts de Lausanne.

L'ensemble des œuvres et documents exposés provient de diverses sources, parmi lesquelles la Bibliothèque calvinienne, la Bibliothèque de Genève, le Musée historique de Berne, le Musée d'art et d'histoire de Genève, l'Église protestante de Genève ainsi que de nombreuses donations de particuliers. Le collectionneur et mécène d'art international Jean Paul Barbier-Mueller a contribué pour sa part par la donation d'un ensemble prestigieux de livres historiques et de plaquettes polémiques du XVIe siècle sur les guerres de religion ; cette donation inclut la série complète d'éditions d'époque des fameux Discours politiques de Pierre de Ronsard ainsi que des lettres autographes des acteurs des guerres de religion : Catherine de Médicis, Charles IX, Henri III, Henri IV, Michel de L'Hospital, etc. Une lettre manuscrite de Calvin de 1545 figure dans la collection.
La musique, art que la Réforme a privilégié, a également été mise en scène dans un cabinet où l'on peut entendre aussi bien des psaumes huguenots, des chorals luthériens que des musiques contemporaines inspirées par la Réforme. Des titres d'Aretha Franklin, de Johnny Cash ou le célèbre tube Jerusalema en font notamment partie.

## Divers et informations pratiques
L'entrée du musée est payante (13CHF pour les adultes avec des tarifs réduits de 8CHF et 6CHF). La découverte du musée est possible en 14 langues (français, anglais, allemand, italien, espagnol, portugais, néerlandais, chinois, japonais, coréen, arabe, hébreu, ukrainien et russe) grâce à un système de visite audioguidée sur les smartphones des visiteuses et visiteurs.
Le musée comprend une boutique souvenir où les visiteurs peuvent se procurer des cartes postales, des chocolats, de la bière Calvinus ainsi d'autres que d'autres produits sélectionnés ; des livres en plusieurs langues, en particulier sur l'histoire de la Réforme, sont également en vente.
Le MIR est voisin de la cathédrale Saint-Pierre. Ensemble, ils constituent, avec la visite des tours, une entité baptisée « Espace Saint-Pierre ». Un forfait de visite combinée est proposé.